# Pérvoie Otdelénie
Pérvoie Otdelénie - Первое Отделение (rus) és un poble de l'óblast de Penza. Rússia. El 2011 tenia 90 habitants.